# Болле, Карл (лётчик)
Болле Карл (нем. Carl Bolle; 20 июня 1893 — 9 октября 1955) — германский лётчик-истребитель, один из лучших асов Первой мировой войны с 36-ю сбитыми самолётами противника, кавалер ордена «Pour le Mérite».

## Биография
Карл Болле родился 20 июня 1893 года в семье богатого торговца. Его дед, Карл Андреас Юлий Болле, был основателем известной молочной компании «Bolle Milchwägen». Его двоюродный брат — известный ботаник Фредерик Франц Болле. Жена Мария была дочерью банкира Александра Шойлера.
Карл получал экономическое образование в Оксфордском университете с 1912 года. С началом войны вернулся домой и вступил в 7-й кирасирский полк, который был отправлен на войну во Францию. в 1915 году полк был переброшен на Восточный фронт. За военные заслуги Карл Болле был награждён в 1915 году Железным крестом 2-го, а затем 1-го класса и произведен в лейтенанты. После перевода в феврале 1916 года в авиацию Болле обучался в Валансьене, летать начал в июле 1916 года в бомбардировочном отряде Kagohl 4. Инструктором у Карла был Лотар фон Рихтгофен, брат Манфреда фон Рихтгофена.
В октябре 1916 года Карл был ранен, проходил лечение. После возвращения в начале 1917 года к лётной работе был назначен командиром Jastaschule. В июле 1917 года после одержанных пяти побед в воздушных боях переведен в Jagdstaffel 28. Ему был присвоен чин поручика и он был назначен командиром Jasta 2. В конце августа 1918 года он одержал 28 побед и был награждён Рыцарским крестом королевского ордена Дома Гогенцоллернов с мечами. 28 августа 1918 года император Вильгельм II наградил Карла орденом «Pour le Mérite» с одновременным присвоением ему звания ротмистр. До конца войны Карл командовал Jasta 2, а счёт своих побед довел до 36-ти. После заключения перемирия 11 ноября 1918 года на фронте, Карл Болле был демобилизован.
После войны в связи с запретом Германии иметь собственную истребительную авиацию Карл работал лётчиком-инструктором в Германской Транспортной школе, где занимался обучением лётного состава. С 1926 до 1933 года он был членом правления Германской Транспортной школы, после перешёл на работу в имперское Министерство авиации. Там он проработал до 1934 года, курировал вопросы подготовки лётных кадров для имперских Военно-воздушных сил. Карл Болле был членом Совета, а позже Директором по вооружению и боеприпасам концерна AG, также исполнял обязанности вице-председателя Совета директоров «Berlin-Erfurter Maschinenfabrik Henry Pels & Co. AG» Во время Второй мировой войны Болле работал консультантом Военно-воздушных сил.
Умер в Берлине 9 октября 1955 г.

## Награды
- Железный крест 2-го и 1-го класса (Королевство Пруссия)
- Королевский орден Дома Гогенцоллернов рыцарский крест с мечами (август 1918) (Королевство Пруссия)
- Pour le Mérite (28 августа 1918) (Королевство Пруссия)
- Крест военных заслуг (август 1918) (Великое герцогство Мекленбург-Шверин)
- Орден Фридриха рыцарский крест 2-й степени с мечами (Королевство Вюртемберг)
- Знак военного летчика (Королевство Бавария)